# Undeva, cândva (roman)
Undeva, cândva (în engleză Bid Time Return) este un roman științifico-fantastic scris de Richard Matheson și publicat în anul 1975. Acțiunea se concentrează pe un bărbat din anii '70, care călătorește înapoi în timp pentru a se întâlni cu o actriță din secolul al XIX-lea, a cărei fotografie l-a captivat. În 1980 s-a lansat filmul Somewhere in Time, ecranizare făcută după această carte.
Matheson a declarat că, „Undeva, cândva este o povestea unei iubiri ce depășește timpul, What Dreams May Come (o altă carte a lui Matheson) este povestea unei iubiri ce depășește moartea.... Simt că aceste două romane sunt cele mai bune scrieri ale mele în domeniul literaturii.”

## Context
În timp ce călătorea cu familia sa, Matheson a fost fermecat de portretul actriței americane Maude Adams de la Casa Operei Piper din Nevada. „Era o fotografie foarte reușită”, afirma Matheson, „și practic, m-am îndrăgostit de ea. Cum ar fi dacă m-aș putea întoarce în timp?” După aceea, Matheson a căutat informații despre ea și a fost surprins de faptul că ea era retrasă. Pentru ca romanul să vadă lumina zilei, el a stat multe săptămâni la Hotel del Coronado (unde are loc, de fapt, și acțiunea romanului) și și-a înregistrat impresiile pe un magnetofon, în timp ce experimenta rolul lui Richard Collier (protagonistul cărții). Marea parte din informațiile biografice ale personajului Elise McKenna, scrise de Matheson, sunt inspirate de Maude Adams. Titlul original al cărții provine dintr-un vers din piesa Richard al II-lea (actul III, scena 2) al lui Shakespeare: „O call back yesterday, bid time return”.

## Personaje principale
- Richard Collier — protagonist și narator, un bărbat de 36 de ani, din anii '70, care călătorește înapoi în timp pentru a o întâlni pe femeia visurilor sale
- Elise McKenna — o actriță din secolul al XIX-lea, de care Richard se îndrăgostește după ce îi vede portretul în galeria unui hotel
- William Fawcett Robinson — managerul Elisei, care nu are încredere în Richard
- Robert Collier — fratele lui Richard, care decide să-i publice manuscrisele acestuia

## Rezumat
Richard Collier este un scenarist de 36 de ani, care a fost diagnosticat cu o tumoare cerebrală inoperabilă și care a decis, după o aruncare cu banul, să-și petreacă ultimele zile de viață la Hotel del Coronado. O mare parte a romanului este reprezentată de un jurnal secret, completat frecvent de Richard.
El devine obsedat de fotografia unei celebre actrițe, Elise McKenna, actriță ce a jucat pe scena hotelului în anii 1890. După câteva cercetări, Richard descoperă că ea a avut un manager supra-protectiv, pe nume William Fawcett Robinson, că nu s-a măritat, dar și că ar fi avut în anul 1896 o relație scurtă cu un bărbat misterios. Pe parcursul acestor cercetări, Richard devine din ce în ce mai hotărât să călătorească înapoi în timp și să devină acel bărbat misterios.
Richard dezvoltă o metodă (vezi mai jos) care implică faptul că mintea trebuie să-l transporte în trecut. După multă străduință, reușește. La început, el manifestă un sentiment de dezorientare, se îngrijorează că ar putea fi dus înapoi în prezent, dar aceste senzații dispar rapid.
El nu este sigur ce să-i spună Elisei atunci când, într-un final, o întâlnește, dar, spre surprinderea lui, ea îl întreabă „Tu ești?” (ea i-a explicat mai târziu că doi mentaliști i-au mărturisit că se va întâlni cu un bărbat misterios la timpul și în locul respectiv). Fără a-i spune de unde (sau, mai degrabă, de când) vine, Richard urmărește să aibă o relație cu ea, în timp ce se străduiește să se adapteze la convențiile timpului. Inexplicabil, migrenele sale zilnice dispar, iar el crede că mintea lui va uita, până la urmă, faptul că a venit din viitor.
Dar Robinson, care presupune că Richard se află aici pentru averea Elisei, angajează doi oameni să-l răpească pe Richard și să-l abandoneze într-o magazie, în timp ce Elise pleacă cu trenul. Richard reușește să scape și se întoarce la hotel, unde află că Elise nu a plecat niciodată. Ei merg într-o cameră de hotel, unde fac dragoste cu pasiune.
În miezul nopții, Richard pleacă din cameră și se întâlnește cu Robinson. După o mică discuție cu acesta, Richard se întoarce rapid în cameră și ia întâmplător o monedă din buzunar. Realizând prea târziu că este o monedă din anii '70, înfățișarea acesteia îl aduce înapoi în prezent.
La sfârșitul cărții aflăm că Richard a murit la scurt timp după acest incident. Doctorul afirmă că această experiență a călătoriei în timp a avut loc numai în mintea lui Richard, fiind o fantezie disperată a unui om muribund, dar fratele lui Richard, care a ales să-i publice jurnalul, nu este complet convins de diagnosticul doctorului.

## Metoda călătoriei în timp
Richard află despre metoda călătoriei în timp din cartea Man and Time a lui J. B. Priestley. Această metodă implică auto-hipnoza, pentru a-și convinge mintea că el se află în trecut. Informațiile istorice ale hotelului, precum și un costum cumpărat, din anii 1890, îl ajută să-și atingă scopul. O metodă similară de a călători în timp a fost folosită în romanul lui Jack Finney, Time and Again, scris cu cinci ani mai devreme.

## Premii
Cartea a câștigat în anul 1976 Premiul Word Fantasy pentru cel mai bun roman.